# ماهیچه شیپوری
ماهیچه شیپوری یا عضلهٔ بوکسیناتور (انگلیسی: Buccinator muscle) یکی از ماهیچه‌های حالت‌دهنده صورت (ناحیه گونه) است. در متون قدیمی فارسی به این ماهیچه، ماهیچه دمیدن گفته می‌شد.
این ماهیچه به شکل بادبزن از فک بالا و پایین آغاز و به رشته‌های عضله حلقوی دهان منتهی می‌شود و بخش مهمی از گونه را تشکیل می‌دهد. عصب این عضلات از شاخه دهانی (بوکال) عصب چهره‌ای (فاسیال) است.
مجرای غده پاروتید درون ماهیچه شیپوری طی مسیر می‌کند و مقابل دندان آسیای دوم پایین به داخل دهان باز می‌شود.

## کارکرد
درهم کشیده شدن این ماهیچه گونه‌ها را روی دندان‌ها می‌فشارد و با این عمل از تجمع غذا بین دندان‌ها و گونه جلوگیری می‌کند. ماهیچه شیپوری گوشه لب‌ها را به عقب می‌کشاند و حفره دهان را باز می‌کند (هنگام دمیدن یا بوسیدن). ماهیچه شیپوری در دمیدن نیز نقش دارد. این ماهیچه باعث خارج شدن هوا از گونهٔ متسع‌شده می‌شود. این ماهیچه به جویدن نیز کمک می‌کند و در نوزادان برای مکیدن استفاده می‌شود. 
چال خنده هنگام خنده طبیعی معمولاً زمانی شکل می‌گیرد که دگرگونی کوچکی در ساختمان ماهیچه‌ای گونه، غالباً در ماهیچه شیپوری، وجود داشته باشد. پوست پوشش‌دهنده این دگرگونی کوچک به بافت پیوندی زیرین می‌چسبد و هنگام حرکت کردن صورت، یا لبخند زدن فرورفتگی در پوست ایجاد می‌شود.

## نگارخانه

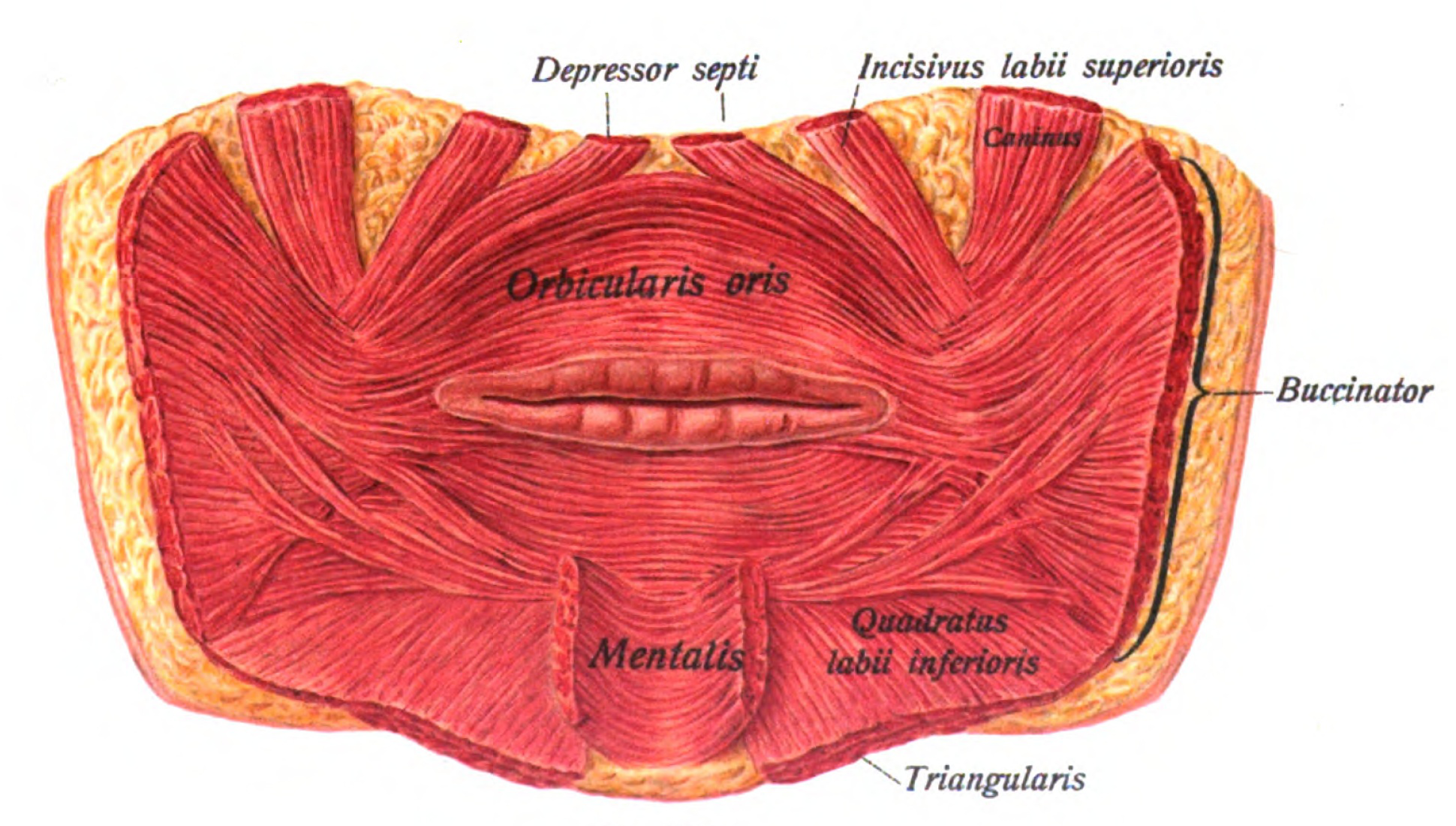
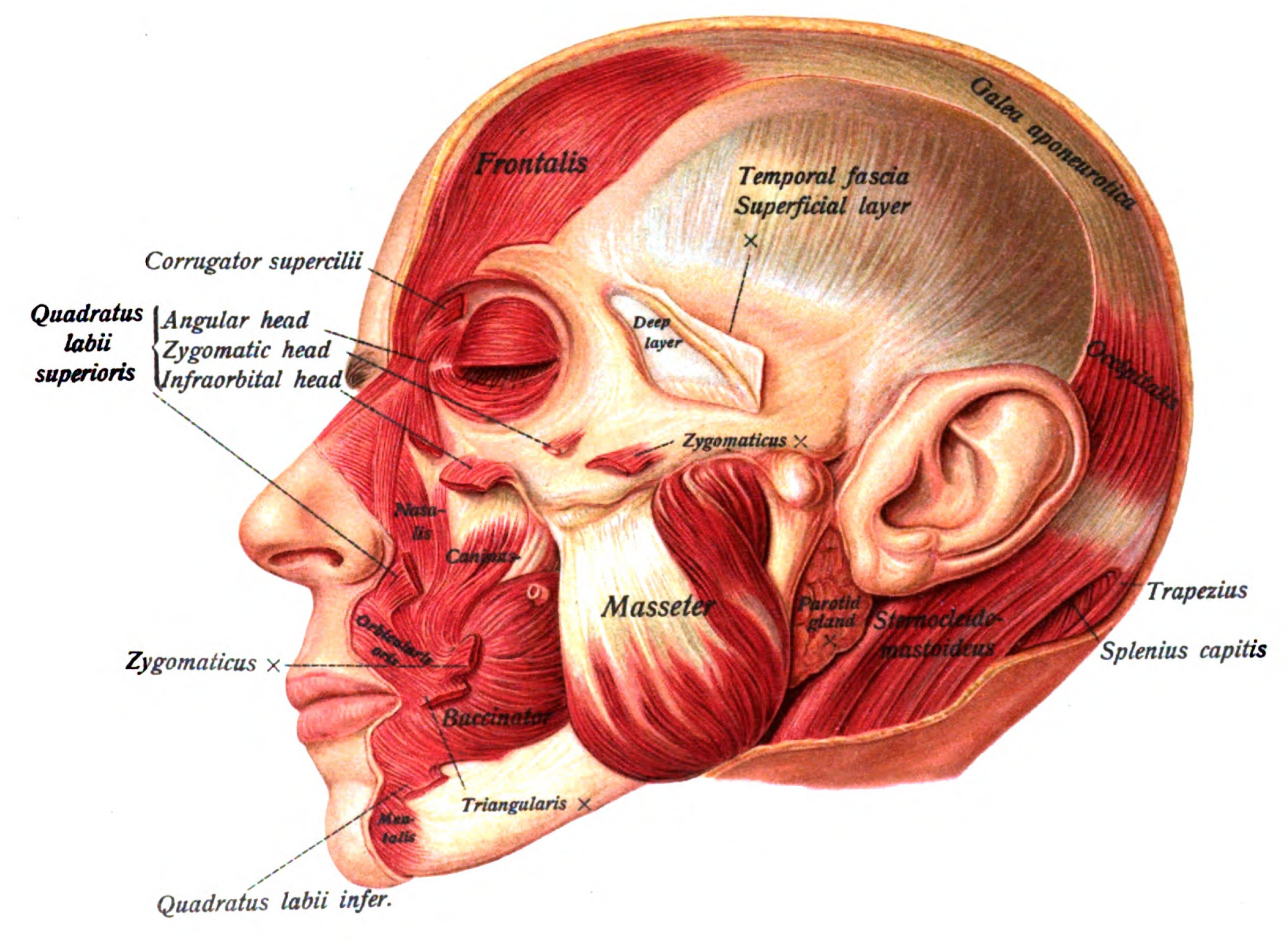
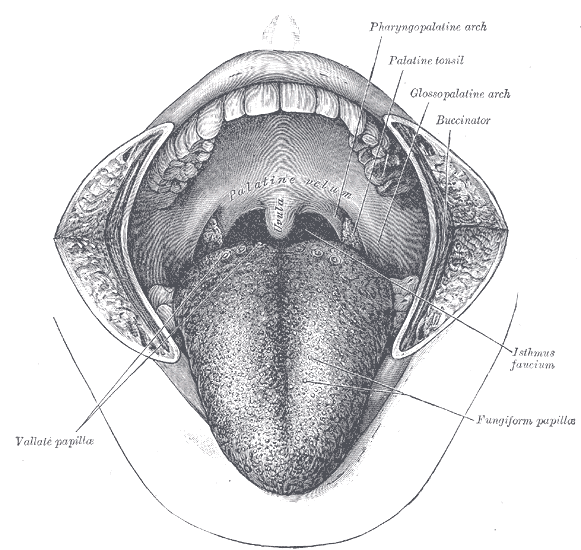
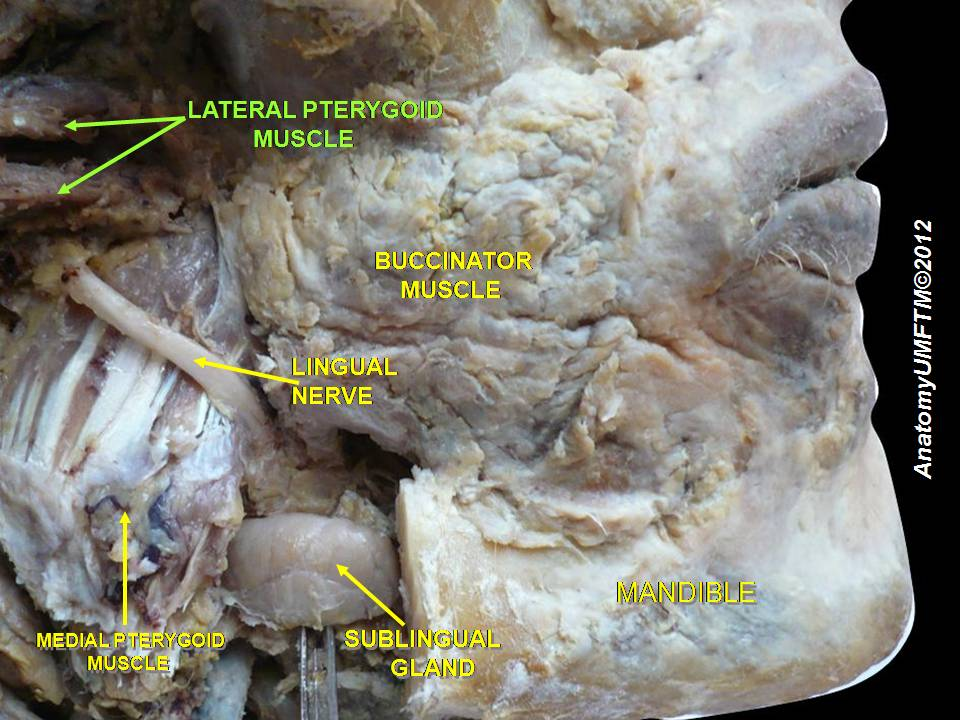